# Bischweier
Bischweier – gmina w Niemczech, w kraju związkowym Badenia-Wirtembergia, w rejencji Karlsruhe, w regionie Mittlerer Oberrhein, w powiecie Rastatt, wchodzi w skład związku gmin Gemeindeverwaltungsverband Nachbarschaftsverband Bischweier-Kuppenheim. Leży ok. 7 km na wschód od Rastatt, przy drodze krajowej B462.